# Fórmula de Brahmagupta
En geometría euclidiana, la fórmula de Brahmagupta (llamada así en honor al matemático indio Brahmagupta, quien la utilizó por primera vez) permite encontrar el área de cualquier cuadrilátero dadas las longitudes de los lados y algunos de los ángulos. En su formulación más común, proporciona el área de los cuadriláteros cíclicos, es decir, aquellos que se pueden inscribir en una circunferencia.

## Forma básica
La fórmula de Brahmagupta, en su expresión más simple, permite hallar el área de un cuadrilátero cuyos lados tienen longitudes a, b, c, d:
{\displaystyle \ A={\sqrt {(s-a)(s-b)(s-c)(s-d)}}}
donde s es el semiperímetro:
{\displaystyle s={\frac {a+b+c+d}{2}}\cdot }
{\displaystyle s-a={\frac {-a+b+c+d}{2}}}
{\displaystyle s-b={\frac {a-b+c+d}{2}}}
{\displaystyle s-c={\frac {a+b-c+d}{2}}}
{\displaystyle s-d={\frac {a+b+c-d}{2}}}
Esta fórmula generaliza la fórmula de Herón para el área de un triángulo. De hecho, la fórmula de Herón pueden derivarse de la fórmula de Brahmagupta si se permite que d tienda a cero.  Desde esta perspectiva, un triángulo puede ser considerado como un cuadrilátero con un lado de longitud cero; un cuadrilátero cíclico converge en un triángulo cíclico (todos los triángulos son cíclicos), y la fórmula de Brahmagupta converge en la fórmula de Herón.

## Demostración de la fórmula de Brahmagupta
| Demostración |
| Si el área del cuadrilátero es A, entonces: {\displaystyle {\begin{aligned}\ A&={\text{area}}\triangle ADB+{\text{area}}\triangle BDC\\&={\frac {ab\sin {\widehat {A}}}{2}}+{\frac {cd\sin {\widehat {C}}}{2}}\end{aligned}}} Pero dado que {\displaystyle ABCD} es un cuadrilátero cíclico, {\displaystyle D{\widehat {A}}B=180^{\circ }-D{\widehat {C}}B.} Por consiguiente: {\displaystyle \sin {\widehat {A}}=\sin {\widehat {C}}.} Por lo tanto: {\displaystyle \ A={\frac {ab\sin {\widehat {A}}}{2}}+{\frac {cd\sin {\widehat {A}}}{2}}} {\displaystyle \ A^{2}={\frac {\sin ^{2}{\widehat {A}}}{4}}\cdot (ab+cd)^{2}} {\displaystyle 4\ A^{2}=(1-\cos ^{2}{\widehat {A}})(ab+cd)^{2}\,} {\displaystyle 4\ A^{2}=(ab+cd)^{2}-\cos ^{2}{\widehat {A}}\cdot (ab+cd)^{2}.\,} Aplicando el teorema del coseno para {\displaystyle \triangle ADB} y {\displaystyle \triangle BDC} e igualando las expresiones para el lado {\displaystyle DB}, tenemos {\displaystyle a^{2}+b^{2}-2ab\cos {\widehat {A}}=c^{2}+d^{2}-2cd\cos {\widehat {C}}.\,} Sustituyendo {\displaystyle \cos {\widehat {C}}=-\cos {\widehat {A}}} (ya que los ángulos son suplementarios), y reordenando se obtiene: {\displaystyle 2\cos {\widehat {A}}\cdot (ab+cd)=a^{2}+b^{2}-c^{2}-d^{2}.\,} Sustituyendo esta expresión en la ecuación para el área, {\displaystyle 4\ A^{2}=(ab+cd)^{2}-{\frac {(a^{2}+b^{2}-c^{2}-d^{2})^{2}}{4}}} {\displaystyle 16\ A^{2}=4(ab+cd)^{2}-(a^{2}+b^{2}-c^{2}-d^{2})^{2},\,} que es de la forma {\displaystyle a^{2}-b^{2}} y por lo tanto se puede escribir en la forma {\displaystyle (a+b)(a-b)} como, {\displaystyle (2(ab+cd)+a^{2}+b^{2}-c^{2}-d^{2})(2(ab+cd)-a^{2}-b^{2}+c^{2}+d^{2})\,} {\displaystyle =((a+b)^{2}-(c-d)^{2})((c+d)^{2}-(a-b)^{2})\,} {\displaystyle =(a+b+c-d)(a+b+d-c)(a+c+d-b)(b+c+d-a).\,} La semisuma de todos los lados es igual al semiperímetro: {\displaystyle s={\frac {a+b+c+d}{2}},} {\displaystyle 16A^{2}=16(s-a)(s-b)(s-c)(s-d).\,} Tomando la raíz cuadrada, obtenemos {\displaystyle \ A={\sqrt {(s-a)(s-b)(s-c)(s-d)}}.} |

## Extensión a los cuadriláteros no cíclicos
En el caso de los cuadriláteros no cíclicos, la fórmula de Brahmagupta puede extenderse al considerar las medidas de dos ángulos opuestos  del cuadrilátero
{\displaystyle {\sqrt {(s-a)(s-b)(s-c)(s-d)-abcd\,\cos ^{2}\theta }}}
donde θ es la mitad de la suma de dos ángulos opuestos. La pareja es irrelevante: si los otros dos ángulos se toman, la mitad de su suma es el suplemento de θ. Dado que cos(180° − θ)=−cosθ, se tiene que: cos2(180° − θ)=cos2θ. Se desprende de ello que el área de un cuadrilátero cíclico es el área máxima posible para cualquier cuadrilátero con las longitudes de los lados dadas. 
Esta fórmula general es más conocida a veces como la fórmula de Bretschneider, pero se debe aparentemente a Coolidge. La expresión de Bretschneider es 
{\displaystyle {\sqrt {(s-a)(s-b)(s-c)(s-d)-\textstyle {1 \over 4}(ac+bd+pq)(ac+bd-pq)}}\,}
donde p y q son las longitudes de las diagonales del cuadrilátero.
Es una característica de los cuadriláteros cíclicos (y en última instancia, de ángulos inscriptos) que los ángulos opuestos de un cuadrilátero suman 180°. En consecuencia, en el caso de un cuadrilátero inscrito, θ=90°, donde el término 
{\displaystyle abcd\,\cos ^{2}\theta =abcd\,\cos ^{2}\left(90^{\circ }\right)=abcd\cdot 0=0,\,}
se anula, dando la forma básica de la fórmula de Brahmagupta.

## Teoremas relacionados
- Fórmula de Herón, para el área de un triángulo.
- Teorema de Pitágoras, para los lados de un triángulo.